# 曹菊如
曹菊如（そう きくにょ、チャオ ジュー ルー、Cao Juru、1901年5月 - 1981年1月）は、中華人民共和国の政府当局者、元中国人民銀行行長・中国人民政治協商会議全国常務委員である。

## 略歴
清国福建省の竜岩市出身。1930年に中国共産党に入党し、長征に従い中日戦争にも従軍した。

終戦後に東北地域の解放区へ赴き東北行政委員会管轄下で瀋陽に設置された東北銀行の総経理に就任。ソ連軍政終結と国共内戦下で通貨政策を担った。中華人民共和国成立後に国務院経済委員会委員・副秘書長を経て中国人民銀行行長（1954年 - 1964年）、1975年には中国人民政治協商会議全国常務委員に選出された。80歳で死去。